# Pomatostomus temporalis
Pomatostomus temporalis là một loài chim trong họ Pomatostomidae.